# Intervento francese in Messico
L'intervento francese in Messico (secondo la tradizione storiografica spagnola, secondo intervento francese in Messico), è stato un'invasione del Messico da parte dell'esercito del Secondo Impero francese, inizialmente con l'appoggio di Regno Unito e Spagna.
La vicenda portò alla fucilazione di Massimiliano I del Messico, che dello Stato aveva avuto la guida come monarca.

## Sinossi e inquadramento
Causa scatenante del conflitto fu la sospensione del pagamento degli interessi verso l'estero ordinata dal presidente Benito Juárez (17 luglio 1861), che contrariò Spagna, Francia ed Inghilterra. Napoleone III fu la guida di questa operazione, e le tre potenze firmarono il Trattato di Londra il 31 ottobre, per unire i loro sforzi tesi ad ottenere i pagamenti di rispettiva competenza dal Messico. Il giorno 8 dicembre la flotta ed il contingente spagnolo arrivarono da Cuba, che al tempo era dominio spagnolo, al porto principale del golfo messicano, Veracruz.
Un regime guidato da un principe d'Asburgo-Lorena, dipanatosi in Messico tra il 1864 ed il 1867, pose fine momentaneamente al potere del presidente Juárez (complessivamente intercorrente dal 1858 al 1871). I conservatori locali, infatti, avevano tentato di restaurare la monarchia, insistendo per la "discesa" in Messico dell'arciduca della casa reale d'Austria Massimiliano d'Asburgo (che aveva sposato Carlotta del Belgio), giovandosi dell'appoggio militare della Francia, interessata allo sfruttamento delle ricche miniere nel nord-ovest del paese.
Molti studiosi ritengono che la Francia abbia potuto instaurare la monarchia proprio in quel periodo, perché favorita dal fatto che gli Stati Uniti d'America - impegnati nella loro guerra civile dal 1861 al 1865 - non ne ostacolarono le operazioni, disattendendo forzatamente i dettami della dottrina Monroe.

## Cronologia degli avvenimenti

### 1862: lo sbarco delle truppe francesi
Le flotte inglese e francese raggiunsero Veracruz tra il 6 e l'8 gennaio del 1862. La città di Campeche si arrese alla flotta francese il 27 febbraio, ed il 5 marzo arrivò un esercito francese, comandato dal generale Charles de Lorencez. Nel mese d'aprile, spagnoli ed inglesi - avendo finalmente compreso le reali mire di conquista territoriale nutrite da Parigi - ritirarono i rispettivi contingenti. In maggio, la nave da guerra francese La Bayonnaise bloccò per alcuni giorni Mazatlán.
Anche se l'esercito francese era stimato uno dei più efficienti al mondo, subì comunque un'iniziale sconfitta nella battaglia di Puebla (5 maggio 1862, data tuttora celebrata come festa nazionale messicana: il Cinco de Mayo), e solo alla lunga riuscì ad avere la meglio sui difensori. L'esercito messicano, che si era messo all'inseguimento dei francesi, fu arrestato da questi ultimi presso Orizaba (14 luglio). Tale svolta consentì l'arrivo di due distinte colonne di rinforzi per gli invasori (21 settembre e 16 ottobre). Tampico cadde il 23 ottobre, e Xalapa fu presa senza colpo ferire il 12 dicembre.

### 1863: i francesi conquistano la capitale
I francesi bombardarono Veracuz il 15 gennaio 1863. Il successivo 16 marzo, sotto la guida del generale Forey, intrapresero l'assedio di Puebla.
Il 30 aprile, la Legione straniera francese acquisì parte della sua leggendaria fama nella battaglia di Camarón, quando la piccola pattuglia esplorante di fanteria comandata dal capitano Jean Danjou (62 soldati, tre ufficiali) fu attaccata ed assediata da forze di cavalleria e fanteria messicane equivalenti a tre battaglioni, e quindi costretta a strenua difesa presso la Hacienda Camarón. Danjou rimase mortalmente ferito nell'azione e gli ultimi suoi uomini lanciarono un disperato assalto alla baionetta. Furono sterminati quasi totalmente: tre soli sopravvissero. Ancor oggi, l'anniversario della bataille de Camerone è la principale ricorrenza dei legionnaires.
L'esercito francese del generale Bazaine sconfisse i messicani del generale Comonfort (che avevano tentato di rompere l'assedio di Puebla) a San Lorenzo, a sud di Puebla. Poco dopo (il 17 maggio) Puebla si arrese ai francesi. Il 31 maggio, il presidente Juárez con il suo gabinetto di governo fuggì dalla città, ritirandosi più a settentrione (El Paso del Norte), portando con sé il tesoro dello stato.
Le truppe di Bazaine entrarono in Città del Messico il 7 giugno 1863. Il grosso del contingente francese vi penetrò tre giorni più tardi, guidato dal generale Forey. Il generale Almonte ricevette l'incarico di presidente provvisorio del Messico il 16 giugno, dalla Superior Junta (che a sua volta era stata insediata da Forey). La Superior Junta con i suoi 35 membri si riunì il 21 giugno e proclamò un impero cattolico il 10 luglio. Per volontà di Napoleone III, la corona fu offerta a Massimiliano. Questi l'accettò il 3 ottobre, nel suo castello di Miramare, presso Trieste, dopo che gli era stata formalmente proposta dalla Comisión Mexicana, su mandato della Superior Junta.

### 1864: l'arrivo di Massimiliano I
Tra il 28 ed il 31 di marzo, l'equipaggio della Cordeliere, nave da guerra francese, tentò di prendere Mazatlán, ma venne respinto dai messicani comandati dal colonnello Gaspar Sánchez Ochoa.
I francesi di Bazaine occuparono Guadalajara il 7 gennaio e quelli di Douay occuparono Zacatecas il 6 febbraio. Successive vittorie francesi si registrarono ad Acapulco (3 giugno), Durango (3 luglio), Sinaloa e Jalisco in novembre.
Massimiliano sbarcò il 28 maggio (o forse il 29 maggio) dalla Seiner Majestät Schiff Novara e accettò la corona il 10 aprile, firmando il Trattato di Miramar. Ascese al trono con il titolo di Massimiliano, imperatore del Messico.

Massimiliano d'Asburgo era un tipico "prodotto" delle idee progressiste che all'epoca erano in voga in Occidente. Favorì il sorgere di una monarchia costituzionale, dividendo i poteri con un congresso democraticamente eletto, ed ispirò leggi che abolivano il lavoro infantile, limitavano la durata della giornata lavorativa, ed eliminò pure un establishment della proprietà terriera che diffondeva virtualmente lo status servile tra i cosiddetti indios. Tutto ciò era troppo liberale per essere gradito ai conservatori messicani; d'altra parte, i liberali rifiutavano di riconoscere un monarca, pertanto Massimiliano poteva annoverare ben pochi convinti sostenitori tra i suoi sudditi.
Domenica 13 novembre 1864 tre vascelli francesi (Victoire, D'Assas e Diamante) bombardarono Mazatlan per 13 volte, e le forze "imperiali messicane" (ossia: filofrancesi) capitanate da Manuel Lozada irruppero in città, prendendone possesso.

### 1865: il contrattacco repubblicano
Le vittorie francesi continuarono nel 1865, con Bazaine che espugnava Oaxaca il 9 febbraio (i difensori erano comandati da Porfirio Díaz). La flotta francese sbarcò truppe a Guaymas, che cadde il 29 marzo. Ma l'11 aprile i repubblicani sconfissero gli imperiali a Tacámbaro nel Michoacán. Tra aprile e maggio i repubblicani riunirono potenti forze negli stati di Sinaloa e Chihuahua. La maggior parte delle città lungo il Rio Grande passarono pure in mano repubblicana. I volontari belgi sconfissero i repubblicani alla seconda battaglia di Tacámbaro (11 luglio).
Il cosiddetto "Decreto nero" fu emanato da Massimiliano il 3 ottobre: minacciava l'immediata esecuzione dei messicani catturati in guerra. Con questo Massimiliano firmò, in un certo senso, la propria condanna a morte. Ad ogni modo, per effetto del provvedimento accennato, alcuni ufficiali repubblicani di alto grado furono effettivamente passati per le armi il 21 ottobre.

### La politica degli USA
Intanto il Congresso aveva approvato con voto unanime una risoluzione che condannava la restaurazione monarchica in Messico (4 aprile 1864). Il 12 febbraio 1866, gli Stati Uniti chiesero formalmente alla Francia il ritiro delle truppe; gli americani mossero reparti su posizioni del Rio Grande e posero in essere un blocco navale per impedire che i francesi sbarcassero eventuali rinforzi. Protestarono inoltre presso l'Austria per la presenza dei relativi volontari (6 maggio).
Il presidente degli Stati Uniti d'America Abraham Lincoln aveva sostenuto i repubblicani quando Juárez era al potere, ma - come ricordato - non aveva potuto aiutarli a causa della guerra di secessione che imperversò negli States proprio in quegli anni. Non appena terminò quel conflitto, il generale dell'esercito americano Philip Henry Sheridan, con la supervisione del presidente Andrew Johnson e del generale Ulysses S. Grant, raccolse 50 000 soldati e li schierò al confine messicano. In quell'area, furono compiuti plateali pattugliamenti, per minacciare l'intervento contro i francesi (ma al contempo anche per fornire armi ai guerriglieri repubblicani).

### 1866: il ritiro francese
Nel 1866, Napoleone III annunciò il richiamo delle proprie forze armate a partire dal 31 maggio. Vi fu un'immediata serie di vittorie dei repubblicani (Chihuahua 25 marzo, Guadalajara 8 luglio, nello stesso mese Matamoros, Tampico ed Acapulco). Napoleone III esortò vivamente Massimiliano ad abbandonare il Messico. I francesi evacuarono Monterrey il 26 luglio, Saltillo il 5 agosto, e l'intero stato di Sonora in settembre. I repubblicani sconfissero gli imperiali a Miahuatlán (Oaxaca) in ottobre, occupando l'intero stato di Oaxaca il mese successivo, assieme a parti di Zacatecas, San Luis Potosí e Guanajuato. Il 6 dicembre i volontari austriaci e belgi si sbandarono, unendosi - a quanto sembra - all'esercito messicano; tuttavia, 3 500 su 4 648 volontari non si arruolarono con i vincenti, e tentarono di lasciare il Messico.
Il 13 novembre, Ramón Corona concordò con i francesi i termini della liberazione di Mazatlán. A mezzogiorno gli invasori s'imbarcarono su tre navi da guerra (Rhin, Marie e Talisman) e salparono le ancore definitivamente.

### 1867: i repubblicani prendono la capitale
I repubblicani occuparono il resto degli stati di Zacatecas, San Luis Potosí e Guanajuato in gennaio. I francesi evacuarono la capitale il 5 febbraio. Il 13 febbraio 1867, Massimiliano si ritirò a Santiago de Querétaro. I repubblicani iniziarono un assedio della città il 9 marzo, e fecero lo stesso con Città del Messico il 12 aprile. Una sortita degli imperiali da Querétaro fallì il 27 aprile.
L'11 maggio Massimiliano si decise a tentare una fuga attraverso le linee nemiche, ma senza fortuna. Fu infatti intercettato prima di poter mettere in atto il piano (15 maggio) e condannato a morte da una corte marziale. Molte "teste coronate" d'Europa ed altre importanti personalità (tra cui Victor Hugo e Giuseppe Garibaldi) inviarono telegrammi e lettere alle autorità messicane supplicando che fosse risparmiata la vita di Massimiliano, ma Juárez rifiutò di commutare la sentenza, convinto che fosse necessario mandare al mondo intero un drammatico messaggio: il Messico non avrebbe mai più tollerato un governo imposto da potenze straniere.
Massimiliano fu giustiziato il 19 giugno (assieme ai suoi generali Miguel Miramón e Tomás Mejía) sul Cerro de las Campanas, una collina in periferia di Querétaro, dalle forze fedeli al presidente Benito Juárez, che avevano mantenuto in efficienza il governo federale durante l'invasione francese. La posizione di Juárez era stata ovviamente rafforzata nel momento in cui gli Stati Uniti avevano schierato le truppe sul Rio Grande e minacciato l'intervento diretto. Città del Messico si arrese ai repubblicani il giorno successivo alla fucilazione di Massimiliano.

## Le conseguenze

### La restaurazione repubblicana
La repubblica era stata ripristinata, il presidente Juárez era ritornato al potere nella capitale nazionale e la costituzione del Messico del 1857 era di nuovo l'incontrastata legge suprema del paese. Fra le varie riforme, la costituzione confiscò senza alcun indennizzo la vasta manomorta della Chiesa cattolica che si era lentamente creata nei secoli, alimentata da donazioni da parte dei fedeli che vedevano nella Chiesa un punto di riferimento spirituale ed economico, istituì il matrimonio civile, e proibì la partecipazione dei preti alla politica (secondo un principio di laicità molto restrittivo). Dopo la vittoria, il partito conservatore - macchiatosi di collaborazionismo con gli invasori - era così totalmente screditato da cessare praticamente di esistere ed il partito liberale rimase pressoché incontrastato alla guida politica dei primi anni di governo della nuova repubblica.

### La presidenza di Porfirio Díaz
Nel 1871, comunque, Juárez fu rieletto per un altro periodo di presidenza, in spregio di un divieto costituzionale di reiterazione della carica. Questa scorrettezza diede adito ad una sollevazione contro Benito Juárez promossa da Porfirio Díaz (un generale liberale, eroe della guerra francese, ma di vedute sempre più conservatrici). Sostenuta dalle correnti retrive del partito liberale, la tentata rivolta (cosiddetta Plan de la Noria) stava quasi per aver successo, quando Juárez morì nell'esercizio delle sue funzioni. Díaz partecipò alle elezioni contro il presidente ad interim Sebastián Lerdo de Tejada, ma fu sconfitto, e si ritirò nella sua hacienda ad Oaxaca. Quattro anni dopo, nel 1876, quando anche Lerdo tentò di farsi rieleggere, Díaz lanciò una seconda, vittoriosa rivolta (il Plan de Tuxtepec) conquistando la presidenza, e riuscendo a conservarla per otto "mandati" fino al 1911 poco dopo lo scoppio della rivoluzione messicana.